# Hexacode
En théorie des codes, l'hexacode est un code linéaire de longueur 6 et de dimension 3 sur le corps fini {\displaystyle \mathbb {F} _{4}=\{0,1,\omega ,\omega ^{2}\}} à quatre éléments défini par
{\displaystyle H=\{(a,b,c,f(1),f(\omega ),f(\omega ^{2})):f(x):=ax^{2}+bx+c;a,b,c\in \mathbb {F} _{4}\}.}
Une famille génératrice de {\displaystyle H} est donnée par :
{\displaystyle {\begin{array}{l}(1,0,0,1,\omega ^{2},\omega ),\\(0,1,0,1,\omega ,\omega ^{2}),\\(0,0,1,1,1,1).\end{array}}}
Ainsi, {\displaystyle H} est un sous-espace de dimension 3 de l'espace vectoriel de dimension 6 qu'est {\displaystyle \mathbb {F} _{4}^{6}}. Il contient 45 éléments de poids 4, 18 éléments de poids 6 et le vecteur nul. Le groupe des automorphismes (en) faibles de l'hexacode est {\displaystyle 3\cdot S_{6}}.
L'hexacode peut être utilisé pour décrire le Miracle Octad Generator (en) inventé par Rob T. Curtis, une méthode commode pour retrouver des générateurs du plus grand groupe de Mathieu {\displaystyle M_{24}}.